# Maicel Malone-Wallace
Maicel Donee Malone-Wallace (Indianapolis, 12 giugno 1969) è un'ex velocista statunitense, specializzata nei 400 metri piani.
In carriera è stata campionessa sia olimpica che mondiale della staffetta 4×400 metri.

## Palmarès
| Anno | Manifestazione      | Sede      | Evento      | Risultato  | Prestazione | Note                                     |
| ---- | ------------------- | --------- | ----------- | ---------- | ----------- | ---------------------------------------- |
| 1986 | Mondiali juniores   | Atene     | 100 m piani | Bronzo     | 11"49       |                                          |
| 1986 | Mondiali juniores   | Atene     | 200 m piani | Semifinale | 23"72       |                                          |
| 1986 | Mondiali juniores   | Atene     | 4×100 m     | Oro        | 43"78       |                                          |
| 1988 | Mondiali juniores   | Sudbury   | 400 m piani | Argento    | 52"23       |                                          |
| 1988 | Mondiali juniores   | Sudbury   | 4×400 m     | Argento    | 3'31"48     |                                          |
| 1991 | Universiade         | Sheffield | 400 m piani | Oro        | 50"65       |                                          |
| 1991 | Universiade         | Sheffield | 4×400 m     | Oro        | 3'27"93     |                                          |
| 1991 | Giochi panamericani | L'Avana   | 4×400 m     | Oro        | 3'24"21     |                                          |
| 1993 | Universiade         | Buffalo   | 4×400 m     | Oro        | 3'26"18     |                                          |
| 1993 | Mondiali            | Stoccarda | 4×400 m     | Oro        | 3'16"71     | Record dei campionati                    |
| 1995 | Mondiali            | Göteborg  | 400 m piani | 7ª         | 50"99       |                                          |
| 1996 | Giochi olimpici     | Atlanta   | 400 m piani | Semifinale | 51"16       |                                          |
| 1996 | Giochi olimpici     | Atlanta   | 4×400 m     | Oro        | 3'20"91     |                                          |
| 1997 | Mondiali            | Atene     | 400 m piani | Semifinale | 51"40       |                                          |
| 1997 | Mondiali            | Atene     | 4×400 m     | Argento    | 3'21"03     | Miglior prestazione personale stagionale |
| 1999 | Mondiali            | Siviglia  | 400 m piani | Semifinale | 50"93       |                                          |
| 1999 | Mondiali            | Siviglia  | 4×400 m     | Argento    | 3'22"09     | Miglior prestazione personale stagionale |

## Campionati nazionali
- 2 volte campionessa nazionale dei 400 m piani (1996, 1999)
- 1 volta campionessa nazionale indoor dei 400 m piani (1996)

## Altre competizioni internazionali
1994
- Bronzo alla Grand Prix Final ( Parigi), 400 m piani - 50"33